# مرصد جبل قاسيون

إطلالة على دمشق من مرصد قاسيون على قمة جبل الجنكة، عام 1860.

مرصد جبل قاسيون أو قبَّة السيار (نسبة إلى الأمير سيار الشجاعي) هو مرصد فلكي تاريخيٌّ يعود إلى عصر علم الفلك الإسلامي الذهبي، بني في عصر الخليفة العباسي المأمون على جبل قاسيون شمال دمشق في بلاد الشام. لا زال بناء المرصد قائماً إلى اليوم، وهو قائمٌ على الجبل المعروف باسم جبل الجنك غرب قاسيون، ويشرف على خانق الربوة من الجنوب إلى الشمال وعلى امتداد قاسيون وراءها حتى طريق المهاجرين - مشروع دمر، وقد اكتشفت حديثاً أطلالٌ تحت موقعه يعتقد أنها تعود إلى دير مران القديم.
بني المرصد خلال عهد الخلفية العباسي المأمون، في عام 214 هـ (829م)، وكان أحد مرصدين أمر المأمون ببنائهما، وأما الآخر فقد كان مرصد الشماسية في بغداد. كان الغرض الأساسي من بناء مرصدي قاسيون وبغداد هو مراجعة أرصاد الفلكيّين الإغريق والهنود القدماء عن الشمس والقمر، لكي يستطيعوا بناء جداول فلكية مبنيَّة بالكامل على مثل هذه الأرصاد، وكذلك مراقبة الشهور ووضع التقويم الهجري. وكانت من مرافق المرصد دائرة رخامية لقياس زوايا الأجرام السماوية بقطر 5 أمتار، ومزولة بعقربٍ مركزي بارتفاع أكثر من 5 أمتار. أرسل المأمون بعثةً فلكية إلى المرصد لتولِّي تشغيله منذ عام 215 وحتى 218 هـ، وكان - إلى جانب مرصد بغداد - أول المراصد الفلكية التي بُنِيت في تاريخ الإسلام. رغم ذلك، فقد اتسم المرصد ببعض البدائية في إدارته وتمويله، وكانت المراصد الإسلامية التي تبعته لاحقاً أكثر تطوراً بكثير. استمرَّ العمل في المرصد حتى وفاة المأمون على الأقل.
أقامت الجمعية الفلكية السورية احتفالاً في مرصد قاسيون عام 2009 لإحياء التراث الفلكي العربي والإسلامي، وذلك كجزءٍ من فعاليات السنة الدولية لعلم الفلك.

## قبة السيار
تتألَّف قبة السيار من بناء حجري أحمر اللون، وتقع على قمة جبل الجنك. هناك خلاف واسع بين الدارسين والمؤرخين حول علاقة المرصد بما يُعرَف بقبة السيار، القائمة إلى اليوم على جبل قاسيون جهة حيّ المهاجرين، والتي استعملت في إشعال النيران لإنارة الطرق للعساكر. فهناك من ينسب هذه القبة إلى سيار الشجاعي الأمير المملوكي، وأما طراز بنائها فهو ذو طابعٍ أيوبي، ورغم ذلك فإنَّ عدداً من الباحثين يعتقد أنها تُمثِّل مرصد قاسيون الذي بناه الخليفة العباسي المأمون. يقول المؤرخ قتيبة الشهابي عنها: «يعتقد أن هذه القبة ترجع للقرن الثاني عشر أو الثالث عشر للميلاد (السادس أو السابع للهجرة)، دلَّ على ذلك وجود بقايا لكتابات محفورة في داخل القبة وحول رقبتها».